# Acta Ornithologica
Acta Ornithologica — науковий журнал, двічі на рік друкується в  Польщі Музеєм і Інститутом зоології Польської Академії Наук. Видавався з 1933 р. під назвою Acta Ornithologica Musei Zoologici Polonici. Починаючи з 1953 року, виходить під нинішньою назвою. Журнал публікується англійською мовою з резюме польською.

## Ресурси Інтернету
- Acta Ornithologica в сервісі Citeulike.com (реферати кількох найновіших номерів журналу);
- Acta Ornithologica [Архівовано 27 лютого 2017 у Wayback Machine.] в каталозі WorldCat.